# Дзвинячский сельский совет (Борщёвский район)
Дзвинячский сельский совет (укр. Дзвиняцька сільська рада) — входит в состав
Борщёвского района
Тернопольской области
Украины.
Административный центр сельского совета находится в 
с. Дзвинячка.

## Населённые пункты совета
- с. Дзвинячка